# جوليس كونييه
جوليس كونييه (بالفرنسية: Jules Coignet)‏ هو رسام فرنسي، ولد في 2 نوفمبر 1798 في باريس في فرنسا، وتوفي بنفس المكان في 1 أبريل 1860.

## معرض صور

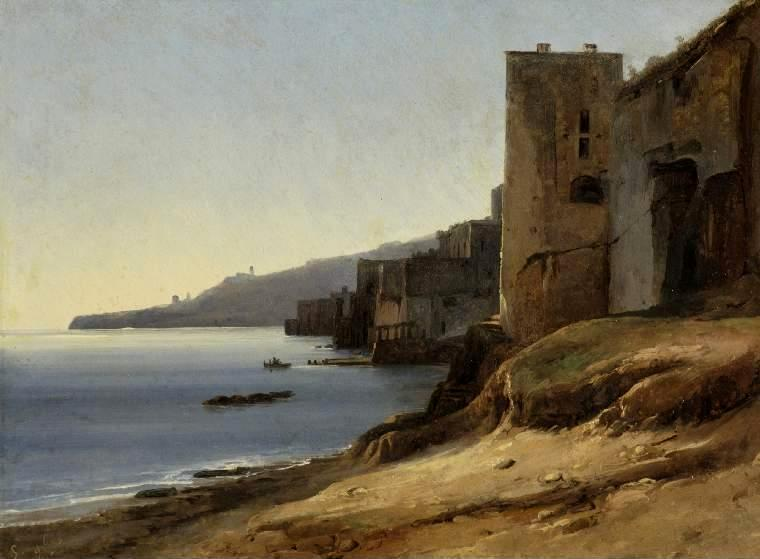
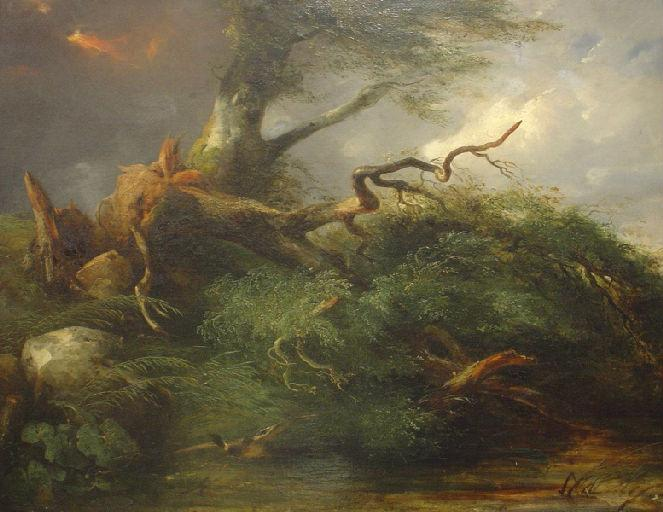
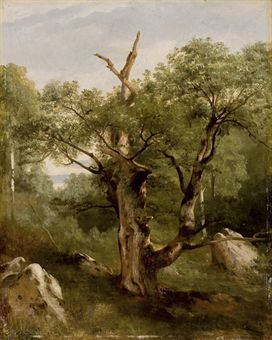